# Cylindrotettix riverae
Cylindrotettix riverae är en insektsart som beskrevs av Roberts 1975. Cylindrotettix riverae ingår i släktet Cylindrotettix och familjen gräshoppor.

## Underarter
Arten delas in i följande underarter:
- C. r. riverae
- C. r. orientalis